# Tanytrachelos
Tanytrachelos is een geslacht van uitgestorven tanystropheïde archosauromorfe reptielen uit het Laat-Trias van de oostelijke Verenigde Staten. 

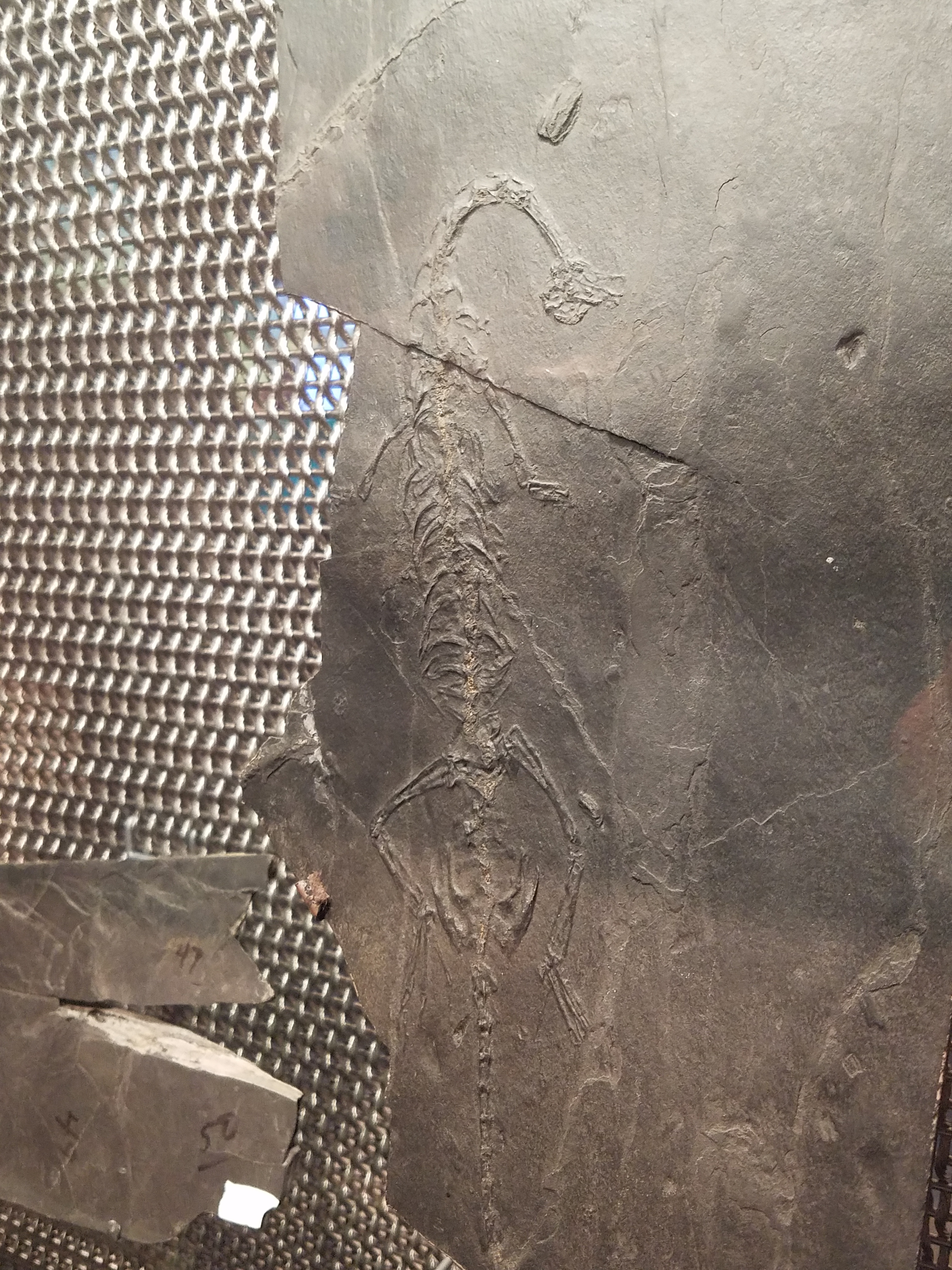
"Type A"-exmplaar, mogelijk een wijfje

Het bevat als enige soort Tanytrachelos ahynis, benoemd door Olsen in 1979. De geslachtsnaam betekent 'langhals'. De soortaanduiding betekent 'zonder ploegschaarbeen'. Het holotype is YPM 7496, een skelet met schedel gevonden in North Carolina. Tanytrachelos is bekend van enkele honderden fossiele exemplaren bewaard in de Solite Quarry in Cascade, Virginia. Overvloedige fossielen van Tanytrachelos zijn gevonden in een reeks sedimenten van de bodem die in de loop van ongeveer 350.000 jaar zijn afgezet in een meer dat ongeveer 230 miljoen jaar geleden bestond. Sommige fossielen zijn zeer goed bewaard gebleven en bevatten de overblijfselen van zachte weefsels. Tanytrachelos is de meest waarschijnlijke trackmaker van het ichnogenus Gwyneddichnium.
Tanytrachelos-resten zijn ook gevonden in de Chinle-formatie van Arizona en de Lockatong-formatie van New Jersey.